# جک آرمسترانگ (بازیکن فوتبال اهل انگلستان)
جک آرمسترانگ (انگلیسی: Jack Armstrong؛ ۱۸۸۴ – ۱۹۶۳) بازیکن فوتبال بود.